# Махмуд Джам
Махмуд Джам (перс. محمود جم; 1880 — 10 серпня 1969) — іранський політик, дипломат, прем'єр-міністр країни у 1935—1939 роках.

## Життєпис
Народився в Тебризі. 1909 року вирушив до Тегерана, де отримав роботу в міністерстві юстиції.
У 1911 і 1913 роках був радником посольства й торговим представником у Франції. У 1935—1939 роках очолював іранський уряд. Після цього був призначений на пост міністра двору. Від 1941 до 1947 року працював послом у Єгипті. Пізніше очолював міністерство оборони. 1948 року повернувся на дипломатичну роботу — до 1956 року був послом Ірану в Італії.